# Liste der Bodendenkmäler in Aichach
Auf dieser Seite sind die Bodendenkmäler in der schwäbischen Stadt Aichach zusammengestellt. Diese Tabelle ist eine Teilliste der Liste der Bodendenkmäler in Bayern. Grundlage ist die Bayerische Denkmalliste, die auf Basis des Bayerischen Denkmalschutzgesetzes vom 1. Oktober 1973 erstmals erstellt wurde und seither durch das Bayerische Landesamt für Denkmalpflege geführt wird. Die folgenden Angaben ersetzen nicht die rechtsverbindliche Auskunft der Denkmalschutzbehörde.

## Bodendenkmäler der Gemeinde Aichach

### Bodendenkmäler in der Gemarkung Aichach
| Lage                                      | Objekt | Akten-Nr.     | Bild           |
| ----------------------------------------- | --- | ------------- | -------------- |
| Aichach (Standort)                        | Grabhügel der Hallstattzeit. | D-7-7532-0026 |                |
| Aichach (Standort)                        | Brandgräber der Mittellatènezeit. | D-7-7532-0027 |                |
| Aichach (Standort)                        | Mittelalterliche und frühneuzeitliche Befunde im Bereich der Altstadt von Aichach.                                                                            | D-7-7532-0129 |                |
| Aichach (Standort)                        | Mittelalterliche und frühneuzeitliche Stadtbefestigung von Aichach.                                                                                           | D-7-7532-0130 |                |
| Aichach (Standort)                        | Mittelalterliche und frühneuzeitliche Befunde im Bereich der Oberen Vorstadt von Aichach.                                                                     | D-7-7532-0131 |                |
| Aichach (Standort)                        | Mittelalterliche und frühneuzeitliche Befunde im Bereich der Unteren Vorstadt von Aichach.                                                                    | D-7-7532-0132 |                |
| Aichach Danhauserplatz 5, 7 (Standort)    | Stadtpfarrkirche Mariä Himmelfahrt Mittelalterliche und frühneuzeitliche Befunde im Bereich der katholischen Stadtpfarrkirche Mariä Himmelfahrt in Aichach.   | D-7-7532-0229 | weitere Bilder |
| Aichach Stadtplatz 37 (Standort)          | Spitalkirche Hl. Geist Mittelalterliche und frühneuzeitliche Befunde im Bereich der katholischen Spitalkirche Hl. Geist in Aichach.                           | D-7-7532-0230 | weitere Bilder |
| Aichach Donauwörther Straße 23 (Standort) | Kapelle St. Sebastian Spätmittelalterliche und frühneuzeitliche Befunde im Bereich der katholischen Kapelle St. Sebastian in Aichach und ihres Vorgängerbaus. | D-7-7532-0236 | weitere Bilder |
| Aichach (Standort)                        | Mittelalterliche und frühneuzeitliche Befunde im Bereich der abgegangenen Spitalkirche St. Helena in der Oberen Vorstadt von Aichach.                         | D-7-7532-0242 |                |

### Bodendenkmäler in der Gemarkung Algertshausen
| Lage                                       | Objekt | Akten-Nr.     | Bild |
| ------------------------------------------ | --- | ------------- | ---- |
| Algertshausen (Standort)                   | Gräber des Frühmittelalters.                                                                                                | D-7-7532-0019 |      |
| Algertshausen (Standort)                   | Siedlung der Urnenfelderzeit.                                                                                               | D-7-7532-0020 |      |
| Algertshausen (Standort)                   | Trichtergrubenfeld und Verhüttungsplatz des Frühmittelalters.                                                               | D-7-7532-0036 |      |
| Algertshausen (Standort)                   | Mühlenstandort und Siedlung des Spätmittelalters und der frühen Neuzeit.                                                    | D-7-7532-0133 |      |
| Algertshausen Kirchbergstraße 5 (Standort) | Mittelalterliche und frühneuzeitliche Befunde im Bereich der katholischen Filialkirche St. Peter und Paul in Algertshausen. | D-7-7532-0137 |      |

### Bodendenkmäler in der Gemarkung Ecknach
| Lage                                            | Objekt | Akten-Nr.     | Bild           |
| ----------------------------------------------- | --- | ------------- | -------------- |
| Ecknach (Standort)                              | Siedlung der römischen Kaiserzeit. | D-7-7532-0032 |                |
| Ecknach (Standort)                              | Schwedenschanze in Nisselbach Befestigung des Frühmittelalters.                                                                                | D-7-7532-0033 | weitere Bilder |
| Ecknach (Standort)                              | Siedlung des Neolithikums. | D-7-7532-0072 |                |
| Ecknach (Standort)                              | Siedlung des Neolithikums und der vorgeschichtlichen Metallzeiten.                                                                             | D-7-7532-0076 |                |
| Ecknach (Standort)                              | Siedlung vor- und frühgeschichtlicher Zeitstellung.                                                                                            | D-7-7532-0078 |                |
| Ecknach (Standort)                              | Siedlung vor- und frühgeschichtlicher Zeitstellung.                                                                                            | D-7-7532-0079 |                |
| Ecknach Pfarrer-Steinacker-Straße 56 (Standort) | Mittelalterliche und frühneuzeitliche Befunde im Bereich der katholischen Pfarrkirche St. Peter und Paul in Ecknach und ihrer Vorgängerbauten. | D-7-7532-0141 |                |
| Ecknach (Standort)                              | Siedlung vor- und frühgeschichtlicher Zeitstellung.                                                                                            | D-7-7532-0178 |                |
| Ecknach (Standort)                              | Freilandstation des Mesolithikums, Siedlung der Bronzezeit, der Latènezeit, der römischen Kaiserzeit und des Mittelalters.                     | D-7-7532-0232 |                |
| Ecknach (Standort)                              | Vogelherd der frühen Neuzeit. | D-7-7532-0244 |                |

### Bodendenkmäler in der Gemarkung Edenried
| Lage                | Objekt                                | Akten-Nr.     | Bild |
| ------------------- | ------------------------------------- | ------------- | ---- |
| Edenried (Standort) | Brandgräber der römischen Kaiserzeit. | D-7-7532-0068 |      |
| Edenried (Standort) | Siedlung der frühen Latènezeit.       | D-7-7532-0107 |      |

### Bodendenkmäler in der Gemarkung Gallenbach
| Lage                                 | Objekt | Akten-Nr.     | Bild           |
| ------------------------------------ | --- | ------------- | -------------- |
| Gallenbach Fuggerstraße 1 (Standort) | Pfarrkirche St. Stephan Mittelalterliche und frühneuzeitliche Befunde im Bereich der katholischen Pfarrkirche St. Stephan in Gallenbach | D-7-7532-0148 | weitere Bilder |
| Gallenbach (Standort)                | Vorgängerbauten im Bereich der Kapelle St. Bartholomäus in Unterneul.                                                                   | D-7-7532-0226 |                |
| Gallenbach (Standort)                | Vogelherd der frühen Neuzeit. | D-7-7532-0243 |                |
| Gallenbach (Standort)                | Vogelherd der frühen Neuzeit. | D-7-7532-0245 |                |
| Gallenbach (Standort)                | Vogelherd der frühen Neuzeit. | D-7-7532-0246 |                |

### Bodendenkmäler in der Gemarkung Griesbeckerzell
| Lage                                       | Objekt | Akten-Nr.     | Bild                                          |
| ------------------------------------------ | --- | ------------- | --------------------------------------------- |
| Griesbeckerzell (Standort)                 | Neuzeitlicher Vogelherd. Siehe auch: Vogelherd                                                                           | D-7-7532-0112 |                                               |
| Griesbeckerzell (Standort)                 | Mittelalterliche und frühneuzeitliche Befunde im Bereich des abgegangenen Hofmarkschlosses Griesbeckerzell.              | D-7-7532-0152 |                                               |
| Griesbeckerzell (Standort)                 | Neuzeitlicher Vogelherd.                                                                                                 | D-7-7532-0175 |                                               |
| Griesbeckerzell Lorenzstraße 21 (Standort) | Mittelalterliche und frühneuzeitliche Befunde im Bereich der katholischen Pfarrkirche St. Laurentius in Griesbeckerzell. | D-7-7532-0227 | Mittelalterliche und frühneuzeitliche Befunde |

### Bodendenkmäler in der Gemarkung Klingen
| Lage                             | Objekt | Akten-Nr.     | Bild           |
| -------------------------------- | --- | ------------- | -------------- |
| Klingen (Standort)               | Siedlung vor- und frühgeschichtlicher Zeitstellung.                                                                      | D-7-7532-0067 |                |
| Klingen (Standort)               | Schloss Blumenthal Mittelalterliche und frühneuzeitliche Vorgängerbauten der ehemalige Deutschordenskomturei Blumenthal. | D-7-7532-0118 | weitere Bilder |
| Klingen Kirchstraße 6 (Standort) | Mittelalterliche und frühneuzeitliche Befunde im Bereich der katholischen Pfarrkirche Mariä Himmelfahrt in Klingen.      | D-7-7532-0159 |                |
| Klingen (Standort)               | Siedlung vor- und frühgeschichtlicher Zeitstellung.                                                                      | D-7-7532-0177 |                |
| Klingen (Standort)               | Mittelalterliche und frühneuzeitliche Befunde im Bereich der ehemaligen Kapelle St. Georg.                               | D-7-7532-0201 |                |
| Klingen (Standort)               | Mittelalterlicher Burgstall.                                                                                             | D-7-7532-0231 |                |

### Bodendenkmäler in der Gemarkung Oberbernbach
| Lage                                   | Objekt | Akten-Nr.     | Bild           |
| -------------------------------------- | --- | ------------- | -------------- |
| Oberbernbach (Standort)                | Siedlung vor- und frühgeschichtlicher Zeitstellung. | D-7-7532-0007 |                |
| Oberbernbach (Standort)                | Grabhügel der Bronzezeit. | D-7-7532-0017 |                |
| Oberbernbach (Standort)                | Villa rustica Oberbernbach Villa rustica der römischen Kaiserzeit.                                                                                           | D-7-7532-0066 |                |
| Oberbernbach (Standort)                | Grabenwerk vor- und frühgeschichtlicher Zeitstellung. | D-7-7532-0119 |                |
| Oberbernbach Hauptstraße 38 (Standort) | Pfarrkirche St. Johannes Baptist Mittelalterliche und frühneuzeitliche Befunde im Bereich der katholischen Pfarrkirche St. Johannes Baptist in Oberbernbach. | D-7-7532-0170 | weitere Bilder |

### Bodendenkmäler in der Gemarkung Obermauerbach
| Lage                     | Objekt | Akten-Nr.     | Bild |
| ------------------------ | --- | ------------- | ---- |
| Obermauerbach (Standort) | Pfarrkirche St. Maria Magdalena Mittelalterliche und frühneuzeitliche Befunde im Bereich der katholischen Pfarrkirche St. Maria Magdalena in Obermauerbach. | D-7-7533-0035 |      |

### Bodendenkmäler in der Gemarkung Oberschneitbach
| Lage                                          | Objekt | Akten-Nr.     | Bild                                          |
| --------------------------------------------- | --- | ------------- | --------------------------------------------- |
| Oberschneitbach (Standort)                    | Siedlung vor- und frühgeschichtlicher Zeitstellung.                                                                   | D-7-7532-0010 |                                               |
| Oberschneitbach Chrombachstraße 20 (Standort) | Mittelalterliche und frühneuzeitliche Befunde im Bereich der katholischen Filialkirche St. Agatha in Oberschneitbach. | D-7-7532-0172 | Mittelalterliche und frühneuzeitliche Befunde |
| Oberschneitbach (Standort)                    | Verhüttungsplatz des hohen Mittelalters.                                                                              | D-7-7532-0237 |                                               |

### Bodendenkmäler in der Gemarkung Oberwittelsbach
| Lage                       | Objekt | Akten-Nr.     | Bild |
| -------------------------- | --- | ------------- | ---- |
| Oberwittelsbach (Standort) | Burgstall des Mittelalters.                                                                                                | D-7-7533-0002 |      |
| Oberwittelsbach (Standort) | Freilandstation des Mesolithikums, Werkplatz des Neolithikums.                                                             | D-7-7533-0006 |      |
| Oberwittelsbach (Standort) | Trichtergruben vor- und frühgeschichtlicher Zeitstellung.                                                                  | D-7-7533-0008 |      |
| Oberwittelsbach (Standort) | Mittelalterliche und frühneuzeitliche Befunde im Bereich der katholischen Filialkirche Maria vom Siege in Oberwittelsbach. | D-7-7533-0041 |      |

### Bodendenkmäler in der Gemarkung Sulzbach
| Lage                              | Objekt | Akten-Nr.     | Bild           |
| --------------------------------- | --- | ------------- | -------------- |
| Sulzbach (Standort)               | Verhüttungsplatz des Frühmittelalters.                                                                        | D-7-7532-0100 |                |
| Sulzbach Tränkstraße 4 (Standort) | Mittelalterliche und frühneuzeitliche Befunde im Bereich der katholischen Pfarrkirche St. Verena in Sulzbach. | D-7-7532-0180 | weitere Bilder |
| Sulzbach (Standort)               | Trichtergrubenfeld vor- und frühgeschichtlicher oder mittelalterlicher Zeitstellung.                          | D-7-7532-0233 |                |
| Sulzbach (Standort)               | Trichtergrubenfeld vor- und frühgeschichtlicher oder mittelalterlicher Zeitstellung.                          | D-7-7532-0234 |                |
| Sulzbach (Standort)               | Eisenverhüttungsplatz mittelalterlicher Zeitstellung.                                                         | D-7-7532-0238 |                |

### Bodendenkmäler in der Gemarkung Unterschneitbach
| Lage                                        | Objekt | Akten-Nr.     | Bild |
| ------------------------------------------- | --- | ------------- | ---- |
| Unterschneitbach (Standort)                 | Siedlung vor- und frühgeschichtlicher Zeitstellung.                                                                     | D-7-7532-0011 |      |
| Unterschneitbach (Standort)                 | Mittelalterlicher Wasserburgstall                                                                                       | D-7-7532-0012 |      |
| Unterschneitbach (Standort)                 | Verhüttungsplatz des Frühmittelalters                                                                                   | D-7-7532-0059 |      |
| Unterschneitbach Brückenstraße 2 (Standort) | Mittelalterliche und frühneuzeitliche Befunde im Bereich der katholischen Filialkirche St. Emmeran in Unterschneitbach. | D-7-7532-0183 |      |
| Unterschneitbach (Standort)                 | Siedlung vor- und frühgeschichtlicher Zeitstellung.                                                                     | D-7-7532-0241 |      |

### Bodendenkmäler in der Gemarkung Unterwittelsbach
| Lage                        | Objekt                                                                                           | Akten-Nr.     | Bild |
| --------------------------- | ------------------------------------------------------------------------------------------------ | ------------- | ---- |
| Unterwittelsbach (Standort) | Siedlung vor- und frühgeschichtlicher Zeitstellung.                                              | D-7-7532-0005 |      |
| Unterwittelsbach (Standort) | Werkplatz des Neolithikums, Siedlung der jüngeren Latènezeit, Verhüttungsplatz des Mittelalters. | D-7-7532-0063 |      |
| Unterwittelsbach (Standort) | Wegtrasse vor- und frühgeschichtlicher oder mittelalterlicher Zeitstellung.                      | D-7-7532-0081 |      |
| Unterwittelsbach (Standort) | Siedlungsspuren vor- und frühgeschichtlicher Zeitstellung.                                       | D-7-7532-0082 |      |
| Unterwittelsbach (Standort) | Mittelalterlicher Wasserburgstall, frühneuzeitliches Wasserschloss.                              | D-7-7532-0187 |      |
| Unterwittelsbach (Standort) | Burgstall Klingenberg Burgstall des Mittelalters.                                                | D-7-7533-0004 |      |
| Unterwittelsbach (Standort) | Höhenbefestigung vor- und frühgeschichtlicher Zeitstellung.                                      | D-7-7533-0005 |      |

### Bodendenkmäler in der Gemarkung Walchshofen
| Lage                   | Objekt | Akten-Nr.     | Bild |
| ---------------------- | --- | ------------- | ---- |
| Walchshofen (Standort) | Grabhügel vorgeschichtlicher Zeitstellung.                                                                                                  | D-7-7532-0004 |      |
| Walchshofen (Standort) | Villa rustica in Walchshofen Römische Villa rustica.                                                                                        | D-7-7532-0057 |      |
| Walchshofen (Standort) | Mittelalterliche und frühneuzeitliche Befunde im Bereich der katholischen Filialkirche St. Martin in Walchshofen und ihrer Vorgängerbauten. | D-7-7532-0189 |      |